# Martín Vargas
Martín Vargas Fuentes (Rahue, Osorno, 24 de enero de 1955) es un exboxeador chileno. Es considerado uno de los exponentes más importantes del deporte en su país, siendo el que disputó más veces (cuatro) la corona mundial. Ostenta un registro de 91 triunfos, 15 derrotas y 3 empates.

## Carrera

### Inicios y cinturón sudamericano
Tuvo una participación poco exitosa como amateur en los Juegos Olímpicos de Múnich 1972, donde perdió en su primer enfrentamiento ante el colombiano Calixto Pérez.
Hizo su debut profesional el 23 de marzo de 1973, derrotando a Martín Muñoz por una decisión en 6 rondas. El empresario Lucio Hernández comenzó a conducir su carrera ese mismo año. Ganó 12 batallas seguidas antes de empatar con Nelson Muñoz, el 13 de diciembre de 1973.
En 1974 fue derrotado por primera vez por nocaut, en 7 rondas y frente a Alfredo Alcayaga. El 11 de octubre del mismo año, él y Alcayaga tuvieron una revancha, donde obtuvo el título nacional en peso mosca. Vargas vengó su primera derrota con un triunfo por nocaut en 7 rondas. Un mes después, tuvo su primera pelea en el extranjero, de 10 rondas con Carlos Escalante en Buenos Aires.
Después de 14 triunfos consecutivos, Vargas tuvo la oportunidad de sumarse el cinturón sudamericano, y lo logró dejando en nocaut a Gonzalo Cruz en una ronda el 20 de diciembre de 1975 en Santiago. Defendió ese título dos veces, y después de derrotar a Carlos Escalante en la revancha que disputaron en Uruguay, Vargas llegó a los 27 triunfos consecutivos.

### Búsqueda del título mundial y primer retiro
El 17 de septiembre de 1977, peleó por primera vez el título mundial, siendo derrotado por el campeón mundial en peso mosca del Consejo Mundial de Boxeo, Miguel Canto, en un enfrentamiento de 15 rondas en Yucatán (México). Vargas tuvo un triunfo más, y, dos meses después de su primera batalla se enfrentó nuevamente a Canto, esta vez en Santiago. Canto quebró las esperanzas de los fanes de Vargas el 30 de noviembre de 1977, tras derrotar al local favorito, otra vez en 15 rondas.
El 22 de abril de 1978, Vargas derrotó al futuro campeón mundial Alfonso López de Panamá, por nocaut en la primera ronda para defender su título sudamericano con éxito. El 4 de noviembre de ese año, desafió al campeón mundial de la WBA (World Boxing Association), Betulio González, en  Maracay, Venezuela, pero González retuvo el título con una victoria por nocaut en el duodécimo round.
Esta derrota fue seguida por 13 triunfos consecutivos, incluyendo puntos ganados sobre los futuros campeones Joey Olivo y Rafael Pedroza (primo de Eusebio Pedroza).
Vargas entonces viajó a Japón, cuando el 1 de junio de 1980 perdió, en el que sería su último intento por conseguir un título mundial, frente al campeón mundial de peso mosca junior en la WBA, Yoko Gushiken, por nocaut en 8 rondas.
Después de la batalla contra Gushiken, Vargas tuvo un extraordinario récord de 21 triunfos y 7 derrotas antes de retirarse por primera vez en 1987. Él, sin embargo, añadió otro título regional a su lista de trofeos cuando venció a Delis Rojas el 23 de julio de 1982, por una decisión de 12 rondas en Miami, para ganar el título continental de la WBC en peso mosca.
Habiéndose retirado, la leyenda de Vargas continuó creciendo entre los chilenos, muchos quienes hablan sobre las veces que Vargas pareció estar cerca de obtener el primer campeón mundial para Chile. El sigue siendo visto por muchos como uno de los mejores boxeadores que salieron de su país, y como un héroe nacional.

### Regreso y retiro definitivo

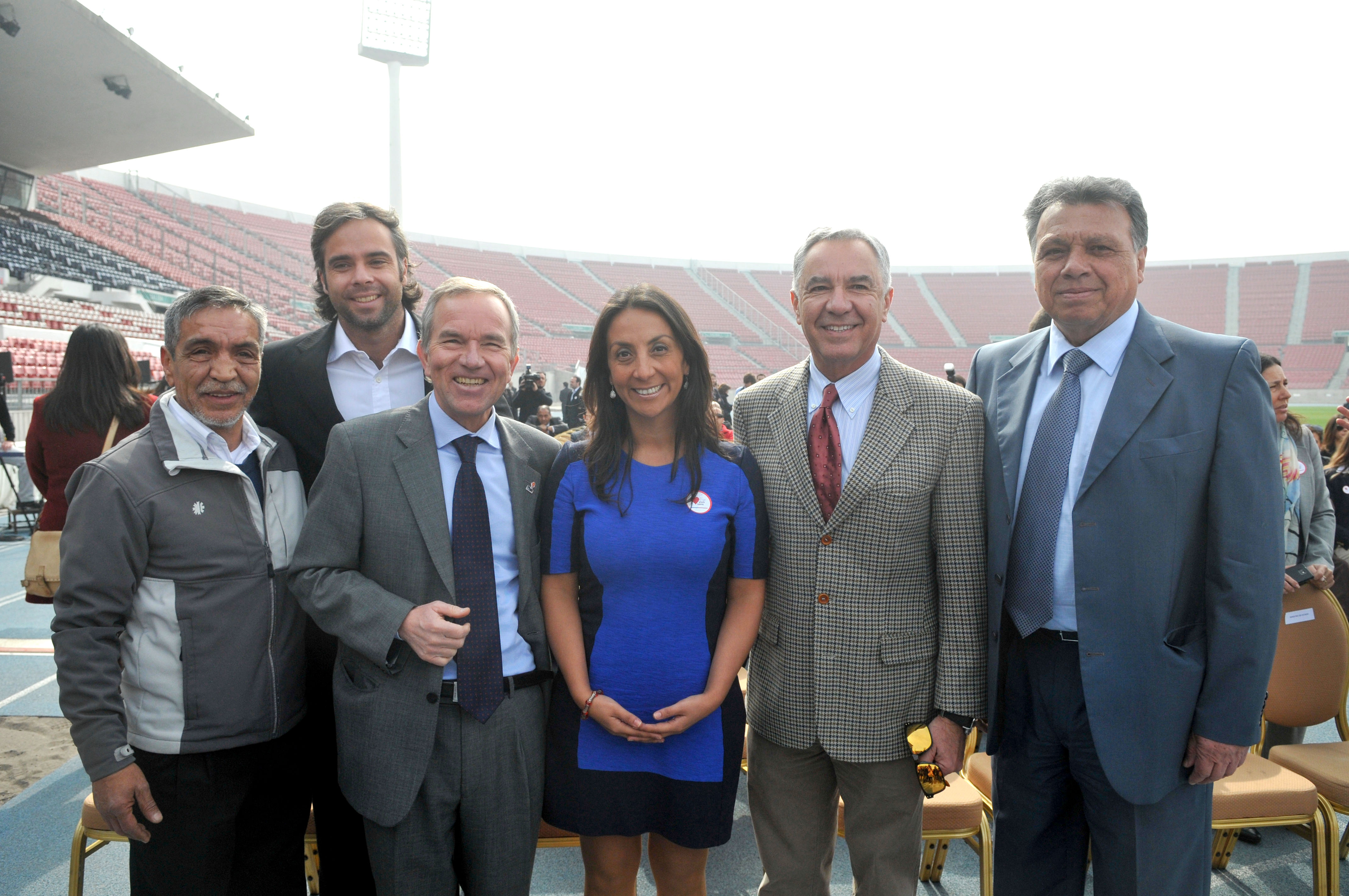
Vargas (primero de izquierda a derecha) en la promulgación del Ministerio del Deporte en 2013.

Diez años después de su retiro original, en 1997, Vargas aceptó un regreso. En este enfrentamiento derrotó a Gerónimo Rojas por nocaut en la segunda ronda, el 4 de julio. El 7 de febrero de 1998, agregó el título nacional de super peso mosca a su colección de títulos regionales con un triunfo por nocaut en la primera ronda frente a José Carmona. Un mes después, derrotó a Juan Lielmil, también por nocaut en la primera ronda, para recuperar el triunfo nacional. Pero después de perder frente a Joel García por nocaut en primera ronda el 31 de julio de ese mismo año, decidió retirarse definitivamente.

## Enfrentamientos
| Fecha      | Oponente                 | Lugar                                                       | Resultado | Resultado por | Round | Récord  |
| ---------- | ------------------------ | ----------------------------------------------------------- | --------- | ------------- | ----- | ------- |
| 7/31/1998  | Joel García              | Teatro Monumental, Santiago, Chile                          | P         | KO            | 1     | 91-15-3 |
| 6/14/1998  | Óscar Vergara            | Calama, Chile                                               | G         | PTS           | 10    | 91-14-3 |
| 4/30/1998  | Joel García              | Santiago, Chile                                             | G         | DQ            | 3     | 90-14-3 |
| 3/6/1998   | Juan Lielmil             | Teatro Monumental, Santiago, Chile                          | G         | KO            | 1     | 89-14-3 |
| 2/7/1998   | José Carmona             | Santiago, Chile                                             | G         | KO            | 1     | 88-14-3 |
| 12/5/1997  | Daniel José Colautti     | Osorno, Chile                                               | G         | TKO           | 2     | 87-14-3 |
| 10/31/1997 | Luis Walter Oliva        | Talca, Chile                                                | G         | KO            | 5     | 86-14-3 |
| 10/3/1997  | Guillermo Gabriel Britos | Coliseo Municipal, Valdivia, Chile                          | G         | KO            | 2     | 85-14-3 |
| 9/6/1997   | Carlos Alberto Santana   | Estadio Chile, Santiago, Chile                              | G         | KO            | 2     | 84-14-3 |
| 7/4/1997   | Gerónimo Osvaldo Rojas   | Osorno, Chile                                               | G         | KO            | 2     | 83-14-3 |
| 6/26/1987  | Jaime Miranda            | Gimnasio Español, Osorno, Chile                             | P         | KO            | 7     | 82-14-3 |
| 4/24/1987  | Gabriel Sepúlveda        | Temuco, Chile                                               | P         | KO            | 6     | 82-13-3 |
| 2/20/1987  | Óscar Vergara            | Gimnasio Sokol, Antofagasta, Chile                          | G         | KO            | 4     | 82-12-3 |
| 12/19/1986 | Sergio Omar Villouta     | Antofagasta, Chile                                          | G         | KO            | 2     | 81-12-3 |
| 11/7/1986  | Eloy Alca                | Antofagasta, Chile                                          | P         | PTS           | 10    | 80-12-3 |
| 10/17/1986 | Eloy Alca                | Santiago, Chile                                             | G         | PTS           | 10    | 80-11-3 |
| 12/17/1983 | Jorge Franco             | Osorno, Chile                                               | G         | KO            | 2     | 79-11-3 |
| 9/2/1983   | Norgie Castro            | Jai-Alai Fronton, Miami, Florida, Estados Unidos            | P         | PTS           | 10    | 78-11-3 |
| 7/1/1983   | Juan Alberto Ivalo       | Talcahuano, Chile                                           | G         | PTS           | 10    | 78-10-3 |
| 3/25/1983  | José Antonio Gómez       | Santiago, Chile                                             | G         | KO            | 2     | 77-10-3 |
| 12/4/1982  | Armando Loredo           | Miami, Florida, Estados Unidos                              | P         | PTS           | 10    | 76-10-3 |
| 10/29/1982 | Ian Clyde                | Convention Hall, Miami Beach, Florida, Estados Unidos       | P         | TKO           | 5     | 76-9-3  |
| 10/15/1982 | José Flores              | Talcahuano, Chile                                           | G         | KO            | 9     | 76-8-3  |
| 10/1/1982  | Rubén Paniagua           | Talcahuano, Chile                                           | G         | KO            | 8     | 75-8-3  |
| 9/10/1982  | José Antonio Gómez       | Punta Arenas, Chile                                         | G         | KO            | 6     | 74-8-3  |
| 8/27/1982  | Luis Jiménez             | Convention Hall, Miami Beach, Florida, Estados Unidos       | G         | KO            | 1     | 73-8-3  |
| 8/13/1982  | Bernabé Méndez           | Punta Arenas, Chile                                         | G         | KO            | 1     | 72-8-3  |
| 7/23/1982  | Jaime Polo               | Convention Hall, Miami Beach, Florida, Estados Unidos       | G         | PTS           | 12    | 71-8-3  |
| 7/2/1982   | Juan Antonio Guzmán      | Auditorium, Miami Beach, Florida, Estados Unidos            | G         | TKO           | 1     | 70-8-3  |
| 5/21/1982  | Juan Nieves              | Convention Hall, Miami Beach, Florida, Estados Unidos       | G         | KO            | 7     | 69-8-3  |
| 12/7/1981  | José Gallegos            | Santiago, Chile                                             | P         | KO            | 3     | 68-8-3  |
| 10/30/1981 | Héctor Meléndez          | Santiago, Chile                                             | G         | PTS           | 10    | 68-7-3  |
| 9/25/1981  | José Luis Tapia          | Santiago, Chile                                             | G         | KO            | 1     | 67-7-3  |
| 8/19/1981  | Miguel Ángel Lazarte     | Santiago, Chile                                             | G         | PTS           | 10    | 66-7-3  |
| 6/17/1981  | Edelmiro Cassiani        | Santiago, Chile                                             | G         | KO            | 1     | 65-7-3  |
| 6/15/1981  | José Jiménez             | Santiago, Chile                                             | G         | KO            | 3     | 64-7-3  |
| 5/18/1981  | Luis Sierra              | Santiago, Chile                                             | G         | KO            | 1     | 63-7-3  |
| 3/30/1981  | José Reinaldo Becerra    | Caracas, Venezuela                                          | P         | UD            | 10    | 62-7-3  |
| 1/16/1981  | Paulo Ribeiro dos Santos | Santiago, Chile                                             | G         | KO            | 7     | 62-6-3  |
| 12/11/1980 | Alejandro Miranda        | Santiago, Chile                                             | G         | KO            | 2     | 61-6-3  |
| 6/1/1980   | Yoko Gushiken            | Gimnasio de la Prefectura, Kochi, Kochi, Japón              | P         | TKO           | 8     | 60-6-3  |
| 4/10/1980  | Luis Sierra              | Estadio Chile, Santiago, Chile                              | G         | MD            | 10    | 60-5-3  |
| 3/7/1980   | Orlando Rudas            | Santiago, Chile                                             | G         | KO            | 2     | 59-5-3  |
| 1/18/1980  | Dagoberto Perinan        | Valparaíso, Chile                                           | G         | KO            | 1     | 58-5-3  |
| 12/14/1979 | José Ricard              | Valparaíso, Chile                                           | G         | KO            | 8     | 57-5-3  |
| 11/16/1979 | Joey Olivo               | Estadio Chile, Santiago, Chile                              | G         | PTS           | 10    | 56-5-3  |
| 10/26/1979 | Máximo Rodríguez         | Santiago, Chile                                             | G         | KO            | 2     | 55-5-3  |
| 10/5/1979  | Néstor Obregón           | Santiago, Chile                                             | G         | KO            | 2     | 54-5-3  |
| 9/8/1979   | Rafael Pedroza           | Santiago, Chile                                             | G         | KO            | 4     | 53-5-3  |
| 8/10/1979  | Carlos Gutiérrez         | Santiago, Chile                                             | G         | PTS           | 10    | 52-5-3  |
| 7/20/1979  | Juan Aravena             | Santiago, Chile                                             | G         | KO            | 5     | 51-5-3  |
| 7/14/1979  | Luis Reyes Arnal         | Santiago, Chile                                             | G         | KO            | 1     | 50-5-3  |
| 5/24/1979  | José Luis López          | Santiago, Chile                                             | G         | KO            | 1     | 49-5-3  |
| 4/27/1979  | Manuel Carrasco          | Santiago, Chile                                             | G         | PTS           | 10    | 48-5-3  |
| 11/4/1978  | Betulio González         | Maracay, Venezuela                                          | P         | TKO           | 12    | 47-5-3  |
| 8/11/1978  | John Cajina Jr.          | Estadio Chile, Santiago, Chile                              | G         | KO            | 2     | 47-4-3  |
| 7/8/1978   | Jiro Takada              | Santiago, Chile                                             | G         | KO            | 6     | 46-4-3  |
| 5/26/1978  | Alex Santana Guido       | Santiago, Chile                                             | G         | KO            | 2     | 45-4-3  |
| 4/22/1978  | Alfonso López            | Santiago, Chile                                             | G         | TKO           | 1     | 44-4-3  |
| 3/23/1978  | Raúl Eduardo Pérez       | Punta Arenas, Chile                                         | G         | PTS           | 10    | 43-4-3  |
| 11/30/1977 | Miguel Canto             | Estadio Nacional, Santiago, Chile                           | P         | UD            | 15    | 42-4-3  |
| 9/24/1977  | John Cajina Jr.          | Santiago, Chile                                             | G         | KO            | 6     | 42-3-3  |
| 9/17/1977  | Miguel Canto             | Parque Carta Clara, Mérida, Yucatán, México                 | P         | UD            | 15    | 41-3-3  |
| 7/8/1977   | Carlos Ramón Escalante   | Santiago, Chile                                             | G         | RTD           | 4     | 41-2-3  |
| 4/24/1977  | Ángel Lois Fernández     | Teatro Caupolicán, Santiago, Chile                          | G         | PTS           | 10    | 40-2-3  |
| 3/18/1977  | Mauricio Buitrago        | Santiago, Chile                                             | G         | DQ            | 6     | 39-2-3  |
| 1/28/1977  | Félix Madrigal           | Santiago, Chile                                             | G         | PTS           | 10    | 38-2-3  |
| 12/8/1976  | Carlos Ramón Escalante   | Santiago, Chile                                             | G         | PTS           | 10    | 37-2-3  |
| 11/19/1976 | Luis Adolfo Gerez        | Santiago, Chile                                             | G         | KO            | 3     | 36-2-3  |
| 9/2/1976   | Mario Méndez             | Santiago, Chile                                             | G         | PTS           | 10    | 35-2-3  |
| 6/18/1976  | Calixto Pérez            | Santiago, Chile                                             | G         | PTS           | 10    | 34-2-3  |
| 5/12/1976  | Carlos Arturo Osorio     | Santiago, Chile                                             | G         | KO            | 1     | 33-2-3  |
| 4/14/1976  | Gilberto López           | Arica, Chile                                                | G         | KO            | 6     | 32-2-3  |
| 3/12/1976  | Ambrosio Ascensio        | Puente Alto, Chile                                          | G         | KO            | 1     | 31-2-3  |
| 2/13/1976  | Ángel Pereyra            | Puerto Montt, Chile                                         | G         | KO            | 2     | 30-2-3  |
| 12/20/1975 | Gonzalo Cruz             | Estadio Nacional, Santiago, Chile                           | G         | KO            | 1     | 29-2-3  |
| 11/14/1975 | Félix González           | Santiago, Chile                                             | G         | PTS           | 10    | 28-2-3  |
| 10/31/1975 | Juan Carlos Ríos         | Santiago, Chile                                             | G         | PTS           | 10    | 27-2-3  |
| 10/25/1975 | Héctor Velázquez         | Puerto Montt, Chile                                         | G         | KO            | 4     | 26-2-3  |
| 9/26/1975  | René Valiente            | Santiago, Chile                                             | G         | KO            | 1     | 25-2-3  |
| 8/29/1975  | Guillermo Velázquez      | Santiago, Chile                                             | G         | KO            | 7     | 24-2-3  |
| 8/1/1975   | Enrique Torres           | Teatro Caupolicán, Santiago, Chile                          | G         | DQ            | 6     | 23-2-3  |
| 7/18/1975  | Juan Carlos Ríos         | Santiago, Chile                                             | G         | UD            | 10    | 22-2-3  |
| 6/8/1975   | Félix González           | Osorno, Chile                                               | G         | KO            | 3     | 21-2-3  |
| 5/2/1975   | Gilberto López           | Santiago, Chile                                             | G         | KO            | 3     | 20-2-3  |
| 4/18/1975  | Carlos Leyes             | Santiago, Chile                                             | G         | KO            | 6     | 19-2-3  |
| 3/25/1975  | Raúl Eduardo Pérez       | Puerto Montt, Chile                                         | G         | KO            | 5     | 18-2-3  |
| 3/7/1975   | Juan Diego Vega Ramírez  | Osorno, Chile                                               | G         | DQ            | 9     | 17-2-3  |
| 2/7/1975   | Mario Rebollo            | Osorno, Chile                                               | G         | KO            | 5     | 16-2-3  |
| 12/19/1974 | Carlos Leyes             | San Carlos de Bariloche, Río Negro, Argentina               | G         | TKO           | 9     | 15-2-3  |
| 12/7/1974  | Carlos Ramón Escalante   | Estadio Luna Park, Buenos Aires, Distrito Federal Argentina | E         | PTS           | 10    | 14-2-3  |
| 11/8/1974  | Carlos Ambrosio Laciar   | San Carlos de Bariloche, Río Negro, Argentina               | G         | TKO           | 4     | 14-2-2  |
| 10/11/1974 | Alfredo Alcayaga         | Santiago, Chile                                             | G         | KO            | 7     | 13-2-2  |
| 7/13/1974  | Carlos Ramón Escalante   | San Carlos de Bariloche, Río Negro, Argentina               | P         | PTS           | 10    | 12-2-2  |
| 6/21/1974  | Félix González           | San Carlos de Bariloche, Río Negro, Argentina               | E         | PTS           | 10    | 12-1-2  |
| 6/1/1974   | Juan Agüero              | Osorno, Chile                                               | G         | KO            | 4     | 12-1-1  |
| 3/23/1974  | Alfredo Alcayaga         | Osorno, Chile                                               | P         | KO            | 7     | 11-1-1  |
| 2/20/1974  | Juan Carlos Ríos         | Osorno, Chile                                               | E         | PTS           | 10    | 11-0-1  |
| 2/8/1974   | Joaquín Cubillos         | Osorno, Chile                                               | G         | KO            | 1     | 11-0-0  |
| 1/25/1974  | Alfredo Alcayaga         | Santiago, Chile                                             | G         | PTS           | 12    | 10-0-0  |
| 12/13/1973 | Nélson Muñoz             | Osorno, Chile                                               | G         | KO            | 7     | 9-0-0   |
| 11/11/1973 | Julio Cofré              | Osorno, Chile                                               | G         | KO            | 1     | 8-0-0   |
| 7/28/1973  | Ángel Pereyra            | San Carlos de Bariloche, Río Negro, Argentina               | G         | KO            | 3     | 7-0-0   |
| 7/21/1973  | Rolando Trujillo         | Osorno, Chile                                               | G         | PTS           | 10    | 6-0-0   |
| 6/23/1973  | Luis Vásquez             | Osorno, Chile                                               | G         | KO            | 2     | 5-0-0   |
| 6/9/1973   | Rolando Trujillo         | Osorno, Chile                                               | G         | PTS           | 10    | 4-0-0   |
| 5/23/1973  | Ramón Jeldres            | Puerto Varas, Chile                                         | G         | PTS           | 8     | 3-0-0   |
| 4/29/1973  | Miguel Torres            | Puerto Varas, Chile                                         | G         | KO            | 1     | 2-0-0   |
| 3/23/1973  | Nelson Muñoz             | Santiago, Chile                                             | G         | PTS           | 6     | 1-0-0   |

## Filmografía
- En 1997, su primera batalla de regreso —aquella contra Gerónimo Rojas— fue filmada para un documental sobre él, Chi-chi-chi Le-le-le Martín Vargas de Chile, dirigido por Bettina Perut, David Bravo e Iván Osnovikoff.

- El año 2018, la productora La Santé Films, en coproducción con el canal chileno Mega, producen Martín, el hombre y la leyenda, miniserie histórica de cuatro capítulos dirigida por Juan Francisco Olea, escrita por Rodrigo Cuevas Gallegos y producida por Cristóbal Zapata. La serie narra la historia personal y deportiva de Martín Vargas a través de tres décadas de la historia de Chile.